# Nebesa
Nebésa pomenijo za vernike številnih verstev stanje večne blaženosti in užitka. Tega so deležni dobri in pravični po telesni smrti kot nagrado za svojo vernost. Popolno nasprotje nebes predstavlja pekel - kraj kazni za hudobne.
V krščanstvu so nebesa predvsem stanje duše (in ne telesa). V pojmovanju preprostih ljudi se nebesa pogosto mešajo z rajem: rajski vrt (tudi Eden, Edenski vrt) je bil materialni kraj, kjer sta telesno živela Adam in Eva dokler nista grešila. 
Za razliko od tega so nebesa nematerialna in naseljena predvsem z nematerialnimi bitji: v nebesih prebiva Bog z angeli. Poleg tega v nebesih prebivajo duše svetnikov, ki so dosegli zveličanje. Številni kristjani verujejo, da sta v nebesih že zdaj dve osebi navzoči tudi telesno: to sta Jezus in Marija.
Številni kristjani verujejo tudi, da bo po koncu časov (po sodnem dnevu) Bog vse ljudi (ali vsaj vse dobre ljudi) telesno obudil in jih naselil v materialnem kraju večnega užitka, kjer bodo živeli podobno kot sta Adam in Eva v rajskem vrtu. (V tem smislu je enačenje nebes in edenskega vrta do neke mere pravilno.)